# ルーカス・スクーフス
ルーカス・スクーフス（Lucas Schoofs、1997年1月3日 - ）は、ベルギー・クーアーセル出身のサッカー選手。ベルギー・ファースト・ディビジョンB・ロンメルSK所属。ポジションはミッドフィールダー。

## クラブ経歴
ベルギーのロンメル・ユナイテッドのユースチーム出身。2014年4月27日、リーグ最終節のシント=トロイデン戦にてファーストチーム初出場を飾った。翌シーズンからファーストチームのメンバーとなった。
2015年8月29日、国内の強豪であるKAAヘントへと移籍。しかし、移籍して間もなくロンメル・ユナイテッドへ、その後はOHルーヴェン、NACブレダとレンタルに出され、ヘントでは出場機会がほとんどなかった。
2019年9月2日、オランダ・エールディヴィジ所属のヘラクレス・アルメロにフリーで移籍。
2023年7月1日、ロンメルSKに4年契約で復帰した。